# Stora–1
A Stora–1 (oroszul: Штора, magyar jelentése: függöny), más jelzéssel TSU–1 (ТШУ-1) szovjet fejlesztésű elektro-optikai aktív védelmi rendszer, amelyet irányított páncéltörő rakéták lézer távolságmérői és a lézer célmegjelölői zavarására terveztek. A rendszert az orosz T–80, T–90 és az ukrán T–80U és T–84 típusú harckocsikra szerelték fel. A rendszer létezéséről először a CIA-nak kémkedő Adolf Tolkacsov jelentéseiből értesültek Nyugaton 1980-ban. A szíriai háború tapasztalatai alapján a modern páncéltörő rakéták (pl. Javelin, NLAW) ellen hatástalan. A T–80U és T–84 harckocsik 1998-as görögországi tesztjeinek tapasztalatai alapján teljesen hatástalannak bizonyult még a régebbi nyugati harckocsik (Leopard 1A5 és M60A3) lézeres távmérői ellen is.

## Története
A rendszert szentpétervári NII Transzmas kutatóintézet és a moszkvai Elersz-Elektron fejlesztette ki az 1980-as években. 1988-ban rendszeresítették a Szovjet Hadseregben.

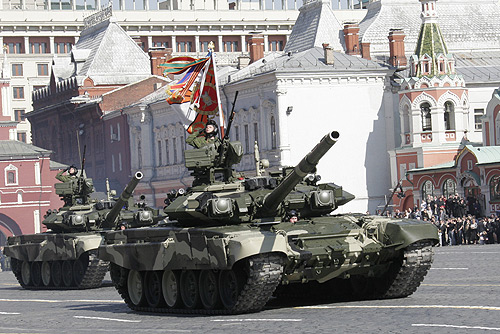
Két T–90 harckocsi Stora–1-gyel felszerelve

## Leírás
Az eszköz alkalmas a lézer célmegjejölők és lézeres távmérők sugarainak szétválasztására. A rendszert először egy orosz általános rendeltetésű harckocsira szerelték fel az Abu-Dzabiban megrendezett Nemzetközi Védelmi Kiállításon, 1995-ben. A Stora–1 felszerelhető a BMP–3M gyalogsági harcjárművekre is.

## Részei

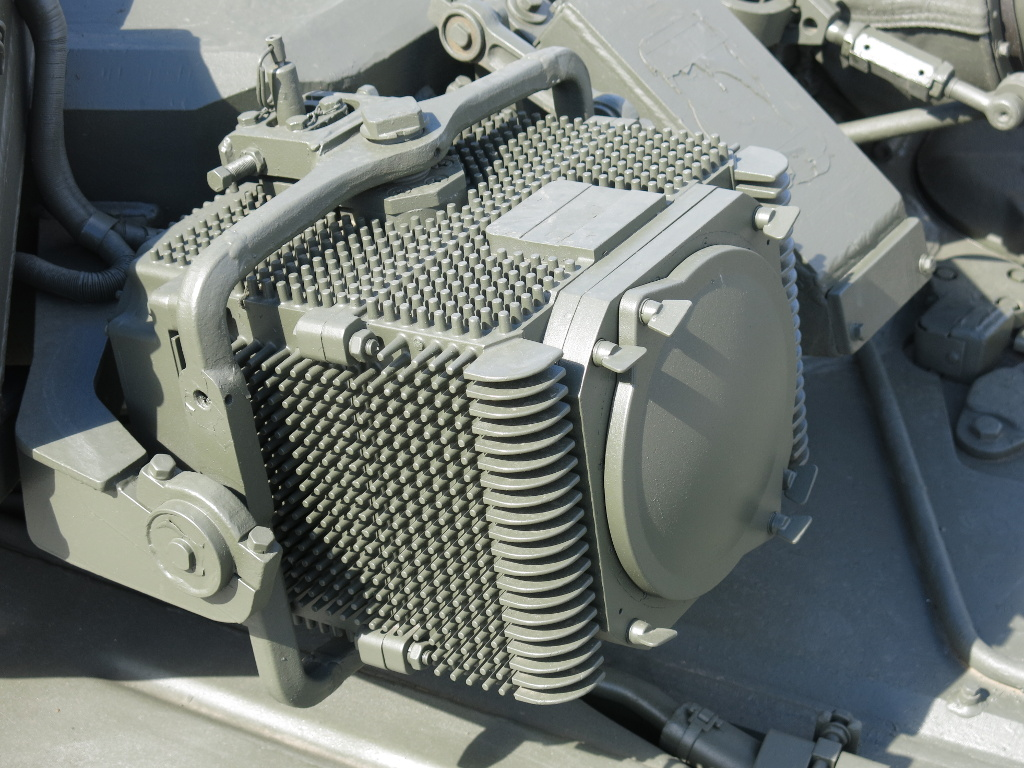
Az infravörös eltérítő egység

A Stora–1 négy fő alkotóelemből áll:
- Két elektro-optikai/infravörös rakéta eltérítő egység kapott helyet az ágyú jobb és bal oldalán, amely magában foglalja az infravörös jelzavarót, a modulátort és az irányító panelt.

- 12 db ködgránátvető, amik az infravörös lézerek számára áthatolhatatlan ködöt bocsátanak ki. 15 méter magas és 20 méter széles ködöt tud létrehozni három másodperc alatt, ami körülbelül húsz másodpercig tart, és 50-70 méterre képes ellőni a gránátokat.[5]

- A vezérlő rendszer, amit egy vezérlő panel és egy mikroprocesszor alkot. Ez a rendszer dolgozza fel a szenzorokból beérkező adatokat, és ez aktiválja a ködgránátvetőket.

- Lézer besugárzásjelző eszközök, amelyek a torony tetején helyezkednek el.[5]

A rendszer automatikusan el tudja fordítani a lövegtornyot a fenyegetés irányába, annak érdekében, hogy a személyzet viszonozhassa a tüzet. Automata és félautomata módban hat órán keresztül tud működni állandó irányítottrakéta-támadások ellen.

## Háborús tapasztalatok
A Stora–1 hatékonyan tud védekezni az elavult, SACLOS rendszerű Maljutka, M47 Dragon, MILAN, BGM–71 TOW és a HOT és a lézer által vezérelt rakéták ellen, amilyen például az M712 Copperhead és a Hellfire. Az újabb rakéták ellen, mint a TOW 2 (amely kódolja az irányító jelet) hatástalan. Ennek eredményeként számos Stora–1-gyel rendelkező T–90 semmisült meg. A rendszert számos jelenleg szolgálatban álló T–90-ről szerelték le, a modernebb S és M változatokra pedig fel sem került.

## Fordítás
Ez a szócikk részben vagy egészben  a   Shtora-1 című angol Wikipédia-szócikk fordításán alapul.  Az eredeti cikk szerkesztőit annak laptörténete sorolja fel. Ez a jelzés csupán a megfogalmazás eredetét és a szerzői jogokat jelzi, nem szolgál a cikkben szereplő információk forrásmegjelöléseként.